# Ross Smith (dartsjátékos)
Ross Smith (Dover, 1989. január 12. –) angol dartsjátékos. 2005 és 2006 között, 2012-től 2016-ig, majd 2018-tól a Professional Darts Corporation tagja. 2007-től 2011-ig a British Darts Organisation versenyein indult. Beceneve "Smudger".

## Pályafutása

### Kezdetek
Smith 2005-ben a PDC-nél kezdte karrierjét, ahol első versenyén, a Vauxhall Spring Open-en a legjobb 16-ig sikerült eljutnia. Ebben az évben a WDF junior európa-bajnoki döntőjébe is bejutott, ahol vereséget szenvedett a holland Johnny Nijs-től. 2007-től a BDO szervezetnél folytatta pályafutását.

### BDO
2008-ban a British Classic és a Czech Open tornán a legjobb 16-ig jutott, majd 2009-ben először kvalifikálta magát a BDO-dartsvilágbajnokságra, ahol az első körben Scott Waites ellen kapott ki 3–0-ra.
A következő BDO-világbajnoksága a 2011-es volt, ahol a negyeddöntőben Martin Adams ellen szenvedett 5–1-es vereséget. A vb után elindult a PDC Q-School versenyén, ahol két évre megszerezte a PDC versenyein való induláshoz szükséges Tour Card-ot.

### PDC
2012-ben a legjobb eredménye a második Players Championship állomáson elért negyeddöntő volt, amelyet végül Justin Pipe ellen vesztett el 6–3-ra.
2013-ban a PDC világranglista 73. helyén állt, és ebben az évben a UK Open Qualifier torna hetedik állomásán elődöntőt játszhatott, amelyet 6–3 arányban elvesztett John Part ellen. A Gibraltar Darts Trophy tornán sikerült egy kilencnyilast dobnia Adrian Lewis ellen, de a mérkőzést végül 6–5-re elvesztette. Ebben az évben megnyert négy Challange Tour versenyt, amelynek köszönhetően részt vehetett a 2014-es PDC-dartsvilágbajnokságon, illetve a 2013-as Grand Slam of Darts nagytornán is. A 2014-es világbajnokság első körében az ausztrál Simon Whitlock-tól kapott ki 3–0-ra.
2019-ben öt év után újra sikerült kijutnia a világbajnokságra, ahol ezúttal a második körben esett ki Daryl Gurney ellen.
A 2021-es vb-n szintén a második körben esett ki, ezúttal José de Sousa ellen. A World Matchplay-re is kvalifikálta magát, de Rob Cross-szal szemben alulmaradt az első körben. A World Grand Prix-n nagy meglepetésre simán legyőzte Joe Cullent az első körben, majd Dave Chisnall ellen is vezetett 2–0-ra, de Chizzy megfordította a meccset és ő jutott a negyeddöntőbe.

## Világbajnoki szereplései

### BDO
- 2009: Első kör (vereség  Scott Waites ellen 0–3)
- 2011: Negyeddöntő (vereség  Martin Adams ellen 1–5)

### PDC
- 2014: Első kör (vereség  Simon Whitlock ellen 0–3)
- 2019: Második kör (vereség  Daryl Gurney ellen 0–3)
- 2020: Első kör (vereség  Ciarán Teehan ellen 0–3)
- 2021: Második kör (vereség  José de Sousa ellen 1–3)
- 2022: Harmadik kör (vereség  Dirk van Duijvenbode ellen 3–4)
- 2023: Harmadik kör (vereség  Dirk van Duijvenbode ellen 3–4)
- 2024: Harmadik kör (vereség  Chris Dobey ellen 2–4)
- 2025: Második kör (vereség  Paolo Nebrida ellen 0–3)

## Döntői

### PDC nagytornák: 1 döntős szereplés
| Történet               |
| Európa-bajnokság (1–0) |

| Eredmény | Sorszám | Év   | Bajnokság        | Ellenfél a döntőben | Pontok   |
| Győztes  | 1.      | 2022 | Európa-bajnokság | Michael Smith       | 11–8 (l) |

1. ↑  (l) = pontszám legekben, (sz) = pontszám szettekben.

## További tornagyőzelmei

### PDC
| Players Championships - Players Championship (BAR): 2023 (x2) - Players Championship (COV): 2021 - Players Championship (HIL): 2025 - Players Championship (MK): 2024 | PDC Challenge Tour - Challenge Tour (ENG): 2013 (x4) |